# Сем Хафф
Роберт Лі «Сем» Хафф (4 жовтня 1934 — 13 листопада 2021) — американський професійний футболіст, який був полузахисником у Національній футбольній лізі (НФЛ) за «Нью-Йорк Джайентс» і         «Вашингтон Редскінс». Він грав у коледжський футбол за Університет Західної Вірджинії. У 1982 році став членом Зали слави коледжського футболу та Зали слави професійного футболу.

## Ранні роки
Хафф народився і виріс у вугільному таборі № 9  в Едні, Західна Вірджинія .  Був четвертим із шести дітей Орала та Кетрін Хафф. Він жив зі своєю сім'єю в невеличкому будиночку, де не було води.  Хафф виріс в часи Великої депресії, коли його батько і двоє братів працювали на вугільних шахтах, завантажуючи баггі у Консолідований видобуток. 
Хафф відвідував середню школу і грав у футбол у середній школі Фармінгтона, де він був і нападаючим, і захисним лайнменом.   Перебуваючи там, Хафф допоміг привести команду до чемпіонату, сезон в 1951 році.  У 1952 році він отримав державну нагороду і був включений до першої команди (в той час) Конференція Мейсона Діксона. 

## Коледж
Хафф навчався та грав у футбол у коледжі в Університеті Західної Вірджинії, де він навчався на факультеті фізкультури. Він почав грати футбол ще на другому курсі. Потім наступні два роки Хафф дуже інтенсивно почав ним займатись, адже грав нападаючим ще під час першого сезону. Він працював чотири роки і допоміг привести Західну Віргінію до загальної чотирирічної позначки 31-7 і місця в Sugar Bowl.
У 1955 році Хафф був визнаний, як відомий  Всеамериканець  і був спів-капітаном у двох іграх Схід-Захід та Старший кубок.  Сем Хафф також був названий першим найкращим гравцем в Academic All-American, за його видатні зусилля у своїй команді. Сема завжди оточували класні друзі та його дуже любили однокласники. 

## Професійна кар'єра

### Нью-Йорк Джайентс (1956–1963)
У 1956 році Хафф був нагороджений у третьому раунді драфту НФЛ 1956 року командою New York Giants. У тренувальному таборі головному тренеру Джиму Лі Хауеллу було дуже важко знайти позицію для Хаффа.  Незадоволений Хафф покинув цей табір, але був зупинений в аеропорті, помічником (заступником) тренера Вінсом Ломбарді, який вмовляв його повернутися назад у табір. 
Потім координатор захисту Том Лендрі розробив нову схему захисту 4-3, яка, на його думку, ідеально підійшла б Хаффу.   Гіганти перекинули його з лінії на середнього напівзахисника позаду Рея Бека. Хаффу сподобалася ця позиція, тому що він міг тримати голову піднятою і використовувати свій чудовий периферійний зір, щоб бачити все поле.  7 жовтня 1956 року у грі проти «Чикаго-Кардиналз» Бек отримав травму, і Хафф був залучений до своєї першої професійної ігри. Потім він допоміг гігантам виграти п'ять ігор поспіль , і вони закінчили ігру з рахунком 8 – 3 – 1, яка дала їм титул - "Східна конференція".  Нью-Йорк виграв матч чемпіонату НФЛ 1956 року  а Хафф став першим новачком середнім напівзахисником, який розпочав ігру чемпіонату НФЛ. 
«Лендрі побудував захист 4-3 навколо мене.
Це зробило революцію в обороні та відкрило
двері для всіх варіацій зон і
охоплення від людини до людини, які використовуються
у поєднанні з ним сьогодні».
Сем Хафф на захисті Тома Лендрі з рахунком 4-3.
У 1958 році «Гіганти» знову виграв «Схід», а Хафф зіграв у грі чемпіонату НФЛ 1958 року.  Чемпіонат, який став дуже відомий як «Найкраща гра, яку коли-небудь грали», був першим у Національній футбольній лізі (НФЛ) гра перевернулась у раптову смерть понаднормових.  Остаточний рахунок був Балтімор Колтс 23, Нью-Йорк Джайентс 17. 
У 1959 році, Хафф і "Гіганти" знову пішли в НФЛ гри чемпіонату, який завершився в 31 – 16 втрати в Кольт. У тому ж році Хафф став першим гравцем НФЛ, який був представлений на обкладинці журналу "Time"   30 листопада 1959 року. Хафф ледь не відмовився від участі з'явитись у журналі, вимагаючи грошей за своє інтерв’ю, але поступився, коли "Time" запропонував його портрет на обкладинці журнала.  Хафф також був зіркою телевізійного випуску CBS 31 жовтня 1960 року «The Violent World of Sem Huff»   транслювався епізод, як антологія Уолтера Кронкайта «Двадцяте століття» . Мережу підключили Хаффу зі звуком на практиці та у тренувальній ігрі. 
«Поки я живий, я ніколи не пробачу
Еллі Шерман за те, що вона продала мене».
Сем Хафф, про рішення Еллі Шерман
щоб обміняти його на Вашингтон Редскінс.
Потім «Гіганти» відвідали чемпіонат під керівництвом нового тренера Еллі Шермана у 1961, 1962 та 1963 роках, але програли кожну з цих ігор.  Щоб покращити те, що, на його думку, було проблемою оборони, Шерман потім обміняв багатьох захисників, включаючи Кліффа Лівінгстона, Розі Грієр і Діка Модзелевського . Після цих торгів Хафф пішов до власника Веллінгтона Мара і переконався, що його не продадуть, так як і інших гравців.  Але в 1964 році, головний тренер команди "Гіганти" Аллі Шерман торгував Хафф до Washington Redskins для оборонної боротьби Енді Стінчула і нападаючого Дік Джеймс.  
З 1959 по 1963 Хафф грав у складі "Гігантс" у чотирьох послідовних етапах . Його визнали, як найцінніший гравець "Pro Bowl" 1961 року. 

### Вашингтон Редскінс (1964–1967, 1969)
Хафф приєднався до Редскінз у 1964 році, і вони погодилися виплатити йому 30 000 доларів заробітної плати та 5 000 доларів за скаутський рух, які він заробив би за один рік у Нью-Йорку.   Хафф був одразу погодився, і його команда "Редскінс" посіла друге місце в НФЛ у 1965 році . 
З 27 листопада 1966 року народження, Хафф і червоношкірі забили своїй колишній команді Giant товаришів по команді 72 – 41, це найкращі ігри в історії ліги.  Після травми щиколотки в 1967 році завершив свою кар'єру з 150-ма іграми поспіль  Хафф пішов у відставку в 1968 році. 
У 1969 році Вінс Ломбарді відмовив Хаффа від виходу на пенсію, коли його призначили головним тренером Вашингтона.  В цій ігрі «Редскінс» зіграли за рахунком 7-5-2 і провели свій найкращий сезон з 1955 року (що зберегло рекорд Ломбарді, який жодного разу не тренував команду НФЛ, що програла).  Потім Хафф назавжди пішов у відставку після 14 сезонів і 30 перехоплень у кар'єрі.  Він провів один сезон, тренуючи напівзахисників «Редскінс» у 1970 році, після смерті Ломбарді, який помер від раку товстої кишки. 

## Після футболу

### Бізнес
Після цього, як Сем пішов з НФЛ, він зайняв посаду у компанії J.P. Stevens у Нью-Йорку, як торговий представник текстильних виробів. У 1971 році він приєднався до Marriott Corporation, як продавець, згодом піднявся до віце-президента зі спортивного маркетингу. А у 1998 році пішов у відставку.   
У Marriott Хафф відповідав за продаж, він продав понад 600 000 кімнат лише через партнерство між двома брендами NFL і Marriott, які зазвичай бронювали готелі для своєї команди Marriott на виїзних іграх. 
Кінець 1950-х початок 1960-х років Сем став одним із представників популярної фірми сигарет - Marlboro.  

### Коментатор
Після завершення футбольної кар'єри Хафф провів три сезони, як кольоровий коментатор радіокоманди Giants, а потім перейшов на ту саму посаду у Redskins Radio Network, де залишився до своєї відставки в кінці сезону 2012 року, проводячи ігри разом із колишнім товаришем по команді «Редскінз» Сонні Юргенсеном і дикторами по іграх Френком Герцогом (1979–2004 рр.) та Ларрі Майклом (2005–2012 рр.).  Він також був телеведучим регіонального синдикованого телевізійного пакету футбольних ігор Mountaineer у середині 1980-х роках. 

### Відзнаки
У 1982 році Хафф став другим по рахунку гравцем WVU, який увійшов до складу Зали слави коледжу та Зали слави професійного футболу.  У 1988 році його зарахували до Зали слави школи фізичного виховання WVU. А уже у 1991 році Сем був у списку Зали спортивної слави WVU. 
У 1999 році Хафф увійшов до складу Зали слави Національної середньої школи  і зайняв 76-е місце в списку 100 найкращих футболістів журналу "Sporting News". 
У 2001 році Хафф зайняв шосте місце в списку 50 найкращих спортсменів Західної Вірджинії за версією Sports Illustrated.  24 листопада 2005 року уніформа Хаффа під номером 75 була вилучена з обігу Університетом Західної Вірджинії. 

### Конярство та їзда верхом
У 1986 році Хафф почав розводити чистокровних скакових коней на фермі "Sporting Life" у Міддлбурзі, штат Вірджинія. Його кобилка на ім'я Bursting Forth, виграла скачку 1998 року. 

#### Політика
У 1970 році Хафф балотувався на місце в Палаті представників США,  але програв на голосуванні Демократичної партії Західної Вірджинії  в 1-му окрузі проти Боба Моллохена більше ніж на 19 000 голосів. 

### Хвороба і смерть
В 2013 році лікарі діагностували Сему страшну хворобу - деменція, від якої він не зміг вилікуватись. Невдовзі, 13 листопада 2021 року Сем Хафф помер у тій ж лікарні (Вінчестер, штат Вірджинія). Смерть застала Сема Хаффа, коли йому було 87 років.